# Azerbajdzsán repülőtereinek listája
Ez a lista Azerbajdzsán repülőtereit sorolja fel.

## Repülőterek
A félkövérrel jelzett repülőterekre menetrend szerinti repülőjáratokat indít egy vagy több kereskedelmi légitársaság.
| Település               | ICAO | DAFIF | IATA | Repülőtér neve                                      | Koordináták                                                                                     |
| ----------------------- | ---- | ----- | ---- | --------------------------------------------------- | ----------------------------------------------------------------------------------------------- |
| Nyilvános repülőterek   |      |       |      |                                                     |                                                                                                 |
| Agdam                   | UBEA |       |      | Agdam repülőtér                                     | é. sz. 39° 58′ 33″, k. h. 47° 00′ 00″39.975833°N 47.000000°EAgdam Airport                       |
| Adzsabedi               | UBEY |       |      | Adzsabedi repülőtér                                 | é. sz. 40° 01′ 20″, k. h. 47° 26′ 57″40.022222°N 47.449167°EAgdam Airport                       |
| Agstafa                 | UBBA | UB17  |      | Agstafa repülőtér                                   | é. sz. 41° 07′ 24″, k. h. 45° 25′ 17″41.123333°N 45.421389°EAkstafa Airport                     |
| Baku                    | UBBB |       | GYD  | Heydər Əliyev nemzetközi repülőtér                  | é. sz. 40° 28′ 03″, k. h. 50° 02′ 48″40.467500°N 50.046667°EHeydar Aliyev International Airport |
| Baku                    | UBTT |       | ZXT  | Zabrat repülőtér                                    | é. sz. 40° 29′ 42″, k. h. 49° 58′ 37″40.495000°N 49.976944°EZabrat Airport (Baku)               |
| Balakan                 | UB0G | UB16  |      | Balakan repülőtér                                   | é. sz. 41° 45′ 12″, k. h. 46° 21′ 19″41.753333°N 46.355278°EBalakan Airport                     |
| Füzuli                  | UBBF |       | FZL  | Füzuli nemzetközi repülőtér                         | é. sz. 39° 59′ 44″, k. h. 47° 19′ 06″39.995556°N 47.318333°EFizuli International Airport        |
| Gandzsa                 | UBBG |       | GNJ  | Gandzsa nemzetközi repülőtér                        | é. sz. 40° 44′ 15″, k. h. 46° 19′ 03″40.737500°N 46.317500°EGanja International Airport (Ganja) |
| Hadzsikabul             | UBBM |       |      | Hadzsikabul repülőtér                               | é. sz. 40° 02′ 07″, k. h. 48° 54′ 36″40.035278°N 48.910000°EHajiqabul Airport                   |
| Hankendi (Sztepanakert) | UBBS | UB13  |      | Hodzsali repülőtér                                  | é. sz. 39° 54′ 05″, k. h. 46° 47′ 13″39.901389°N 46.786944°EStepanakert Airport                 |
| Jevlah                  | UBEE |       | YLV  | Jevlah repülőtér                                    | é. sz. 40° 37′ 57″, k. h. 47° 08′ 28″40.632500°N 47.141111°EYevlakh Airport                     |
| Kacsmaz                 | UBBH |       |      | Kacsmaz repülőtér                                   | é. sz. 41° 45′ 16″, k. h. 48° 26′ 01″41.754444°N 48.433611°EKhachmaz Airport                    |
| Lankaran                | UBBL | UB10  | LLK  | Lankaran nemzetközi repülőtér                       | é. sz. 38° 44′ 47″, k. h. 48° 49′ 04″38.746389°N 48.817778°ELenkoran International Airport      |
| Lökbatan                | UBLL |       |      | Lökbatan repülőtér                                  | é. sz. 40° 20′ 59″, k. h. 49° 40′ 11″40.349722°N 49.669722°ELokbatan Airport (Baku)             |
| Naftalan                | UBEN |       |      | Naftalan repülőtér                                  | é. sz. 40° 30′ 57″, k. h. 46° 49′ 46″40.515833°N 46.829444°ENaftalan Airport                    |
| Nahicseván              | UBBN | UB15  | NAJ  | Nahicseván nemzetközi repülőtér (nyilvános/katonai) | é. sz. 39° 11′ 19″, k. h. 45° 27′ 30″39.188611°N 45.458333°ENakhchivan International Airport    |
| Qəbələ                  | UBBQ |       | GBB  | Qəbələi nemzetközi repülőtér                        | é. sz. 40° 49′ 36″, k. h. 47° 42′ 45″40.826667°N 47.712500°EGabala Airport                      |
| Seki                    | UBEI |       |      | Seki repülőtér                                      | é. sz. 41° 08′ 11″, k. h. 47° 09′ 34″41.136389°N 47.159444°EShaki Airport                       |
| Zaqatala                | UBBY |       | ZTU  | Zaqatalai nemzetközi repülőtér                      | é. sz. 41° 33′ 44″, k. h. 46° 40′ 02″41.562222°N 46.667222°EZaqatala Airport                    |
| Katonai repülőterek     |      |       |      |                                                     |                                                                                                 |
| Baku                    |      | UB18  |      | Baku Kala légibázis                                 | é. sz. 40° 24′ 23″, k. h. 50° 12′ 00″40.406389°N 50.200000°EBaku Kala Air Base                  |
| Dolljar                 |      | UB11  |      | Dolljar légibázis                                   | é. sz. 40° 53′ 15″, k. h. 45° 57′ 25″40.887500°N 45.956944°EDollyar Air Base                    |
| Kürdemir                |      | UB14  |      | Kürdemir légibázis                                  | é. sz. 40° 16′ 24″, k. h. 48° 09′ 48″40.273333°N 48.163333°EKyurdamir Air Base                  |
| Sitalcsaj               |      |       |      | Sitalcsaj légibázis                                 | é. sz. 40° 47′ 02″, k. h. 49° 24′ 02″40.783889°N 49.400556°ESitalchay Air Base                  |
| Szumgajit               | UBBI | UB12  |      | Nasosnaja légibázis                                 | é. sz. 40° 35′ 29″, k. h. 49° 33′ 26″40.591389°N 49.557222°ENasosnaya Air Base                  |

## Fordítás
- Ez a szócikk részben vagy egészben  a   List of airports in Azerbaijan című angol Wikipédia-szócikk ezen változatának fordításán alapul.  Az eredeti cikk szerkesztőit annak laptörténete sorolja fel. Ez a jelzés csupán a megfogalmazás eredetét és a szerzői jogokat jelzi, nem szolgál a cikkben szereplő információk forrásmegjelöléseként.